# Tavastia (tỉnh lịch sử)

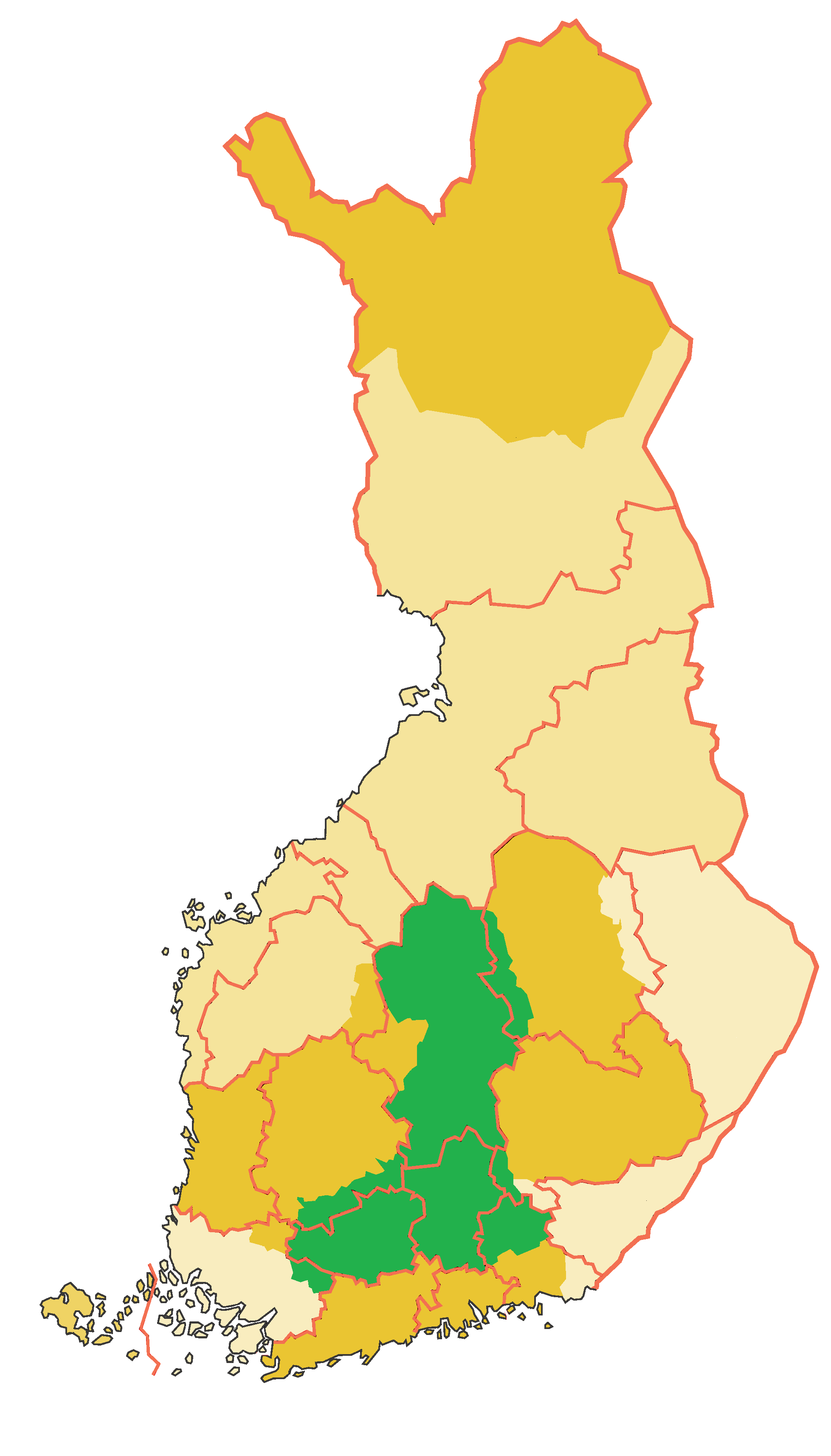
Tỉnh lịch sử của Tavastia, màu xanh lá cây
(biên giới của các tỉnh hiện đại trong màu hồng)

Tavastia (tiếng Norse cổ: Tafæistaland; tiếng Thụy Điển: Tavastland; tiếng Phần Lan: Häme; Russian: Yam hoặc Yemi) là một tỉnh lịch sử ở phía nam Phần Lan. Nó giáp các tỉnh cũ: Tây Nam Phần Lan (Finland Proper), Satakunta, Ostrobothnia, Savonia và Uusimaa.

## Quản lý
Từ năm 1997 đến năm 2010, Tavastia được phân chia giữa các tỉnh hành chính của Nam Phần Lan và Tây Phần Lan. Tuy nhiên, các tỉnh này đã bị bãi bỏ, và hiện tại Tavastia bị chia cắt giữa năm khu vực của Phần Lan: chủ yếu là Tavastia Proper, Päijänne Tavastia và Trung Phần Lan với các phần nhỏ hơn ở Pirkanmaa và Kymenlaakso.

## Lịch sử
Thời kỳ tiền sử của Tavastia có thể nói là kết thúc với cuộc Thập tự chinh thứ hai của Thụy Điển vào năm 1239 hoặc 1249, khi nó trở thành một phần của Thụy Điển. Việc xây dựng tòa thành Häme bắt đầu từ những năm 1260, theo lệnh của Birger Jarl. Nó là trung tâm của ba "quận thành", hai nơi còn lại là tòa thành Turku (tiếng Thụy Điển: Åbo) ở Phần Lan, và tòa thành Viipuri (Thụy Điển: Viborg) ở Karelia. Sau Hiệp ước hòa bình Nöteborg năm 1323, tòa thành đã mất đi một phần tầm quan trọng của nó như là một sự bảo vệ chống lại phương Đông nhưng vẫn là một trung tâm hành chính. Khi Phần Lan được nhượng lại cho Nga theo Hòa ước Fredrikshamn vào tháng 9 năm 1809, tỉnh này đã không còn là một phần của Thụy Điển. Các tỉnh không có chức năng hành chính ngày nay nhưng sống như một di sản lịch sử ở cả Phần Lan và Thụy Điển.